# Fitz-Faller-Brunnen

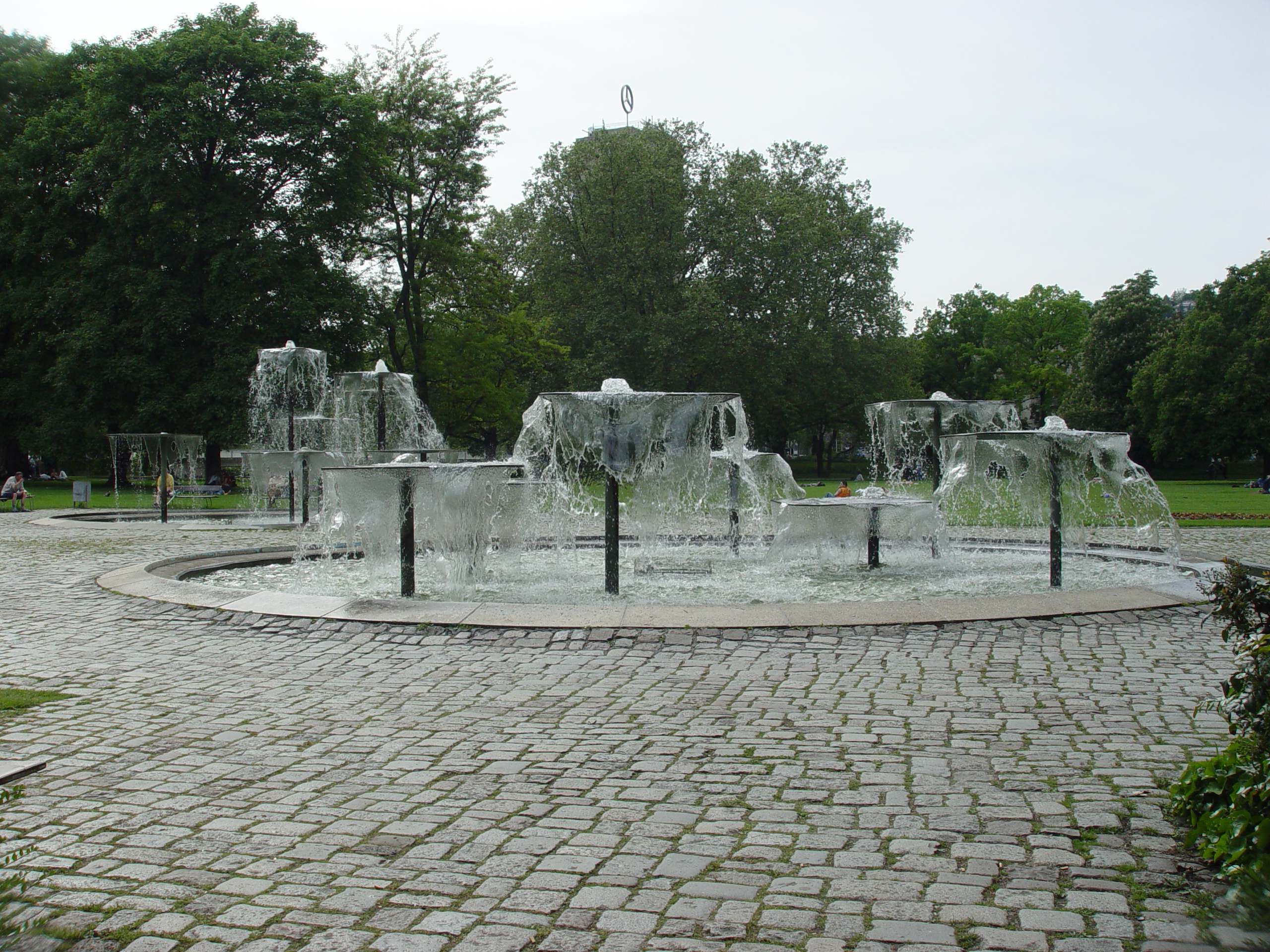
Fitz-Faller-Brunnen vor dem Abbau im Schlossgarten

Der Fitz-Faller-Brunnen war ein im Mittleren Schlossgarten in Stuttgart-Mitte aufgestellter Brunnen.
Der Brunnen wurde vom Bildhauer Hanspeter Fitz sowie dem Architekten Peter Faller gestaltet und im Rahmen der Bundesgartenschau 1961 aufgestellt. In drei Bassins floss das Wasser über jeweils sieben unterschiedlich hohe Tische herab. Der Standort befand sich zwischen dem Ferdinand-Leitner-Steg und dem Planetarium.
Wegen der Bauarbeiten von Stuttgart 21 wurde der Brunnen 2012 abgebaut. Da die Brunnenanlage als Teil der Schlossgartenanlagen unter Denkmalschutz steht, wurde sie eingelagert. Der Brunnen wurde auf dem Bibliotheksplatz an der Württembergischen Landesbibliothek, als Gegenstück zum Akademiebrunnen, aufgestellt und im Juli 2025 wieder in Betrieb genommen.